# François Arnaud (journalist)

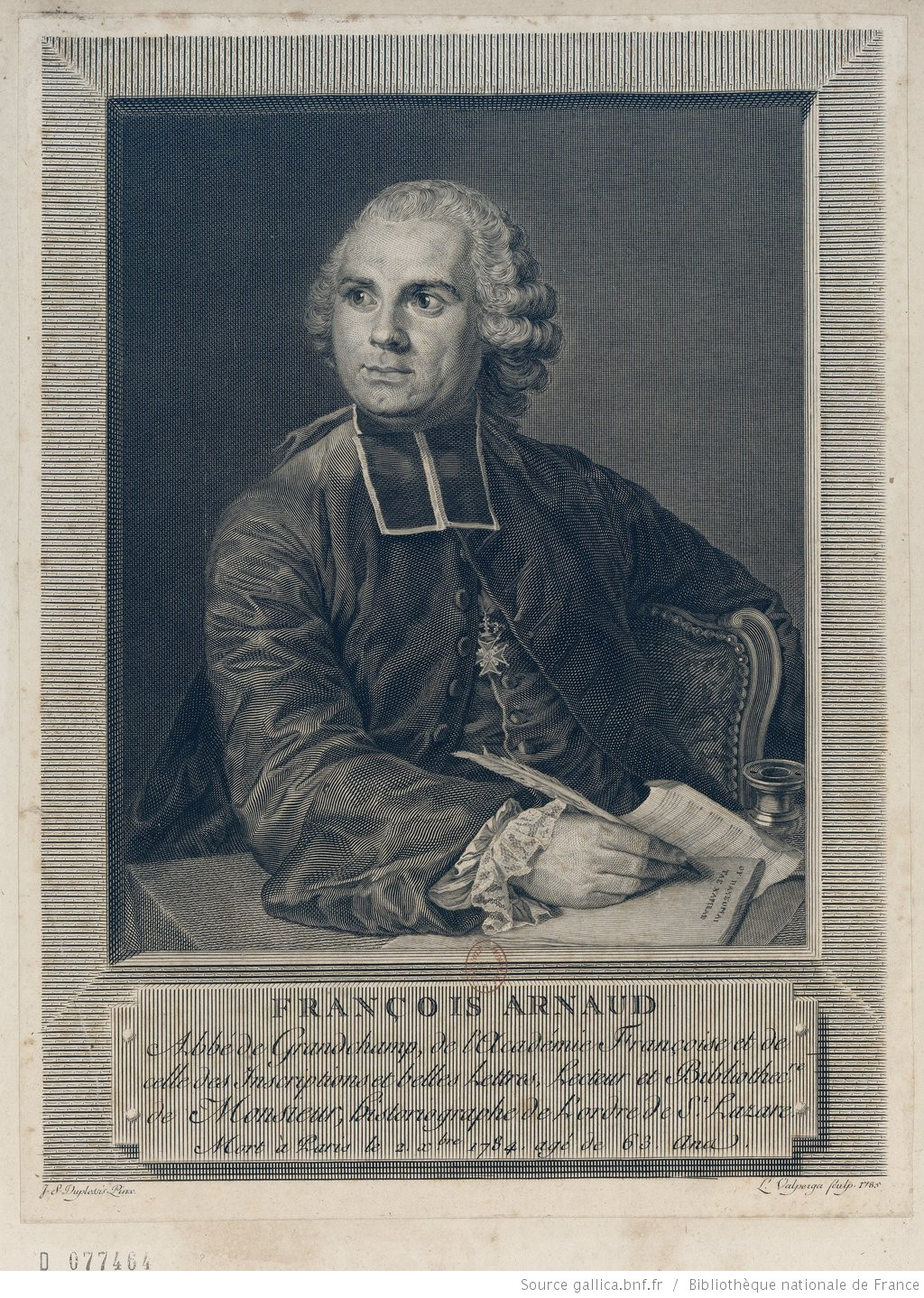
François Arnaud, priester-journalist

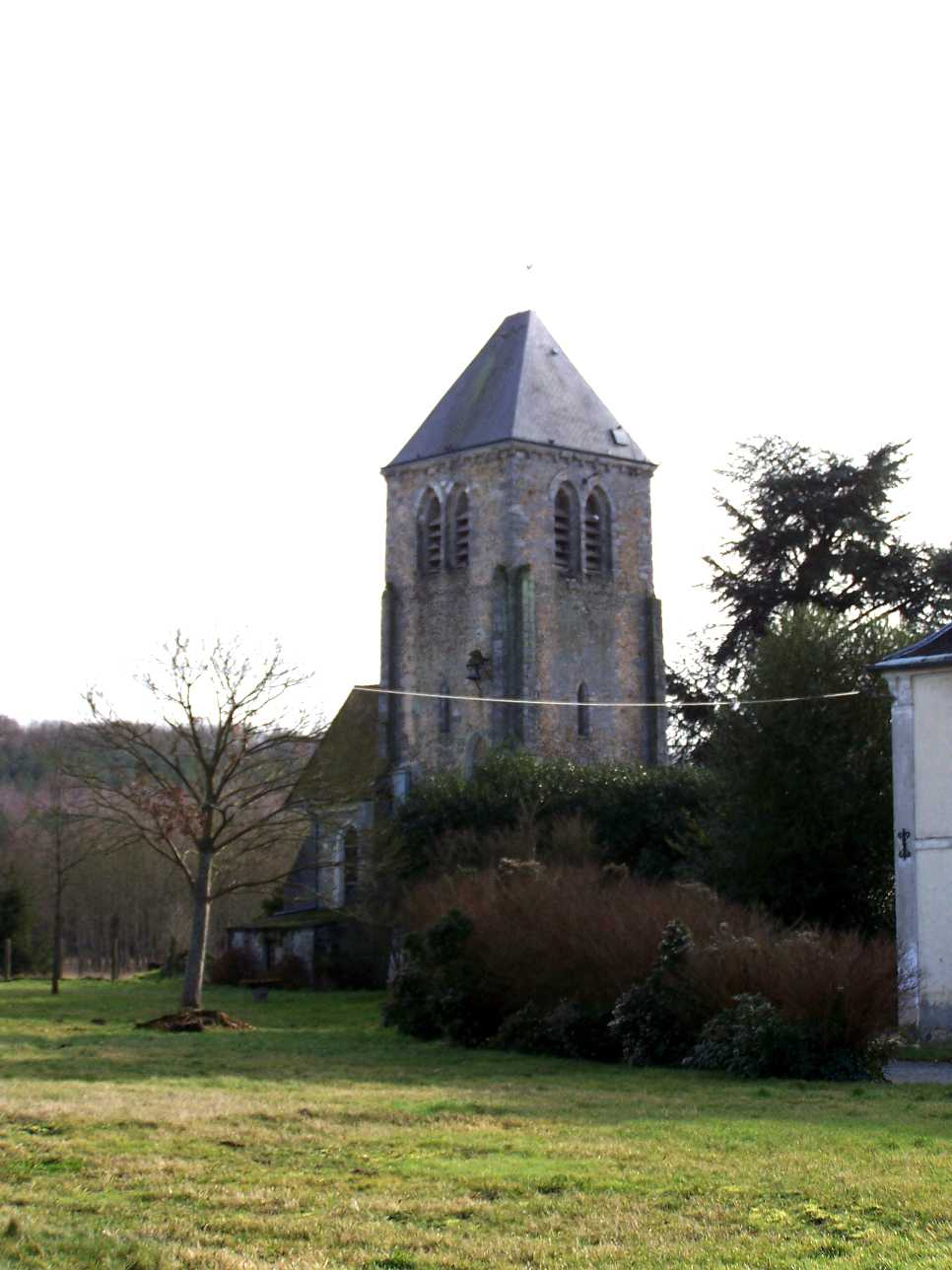
Abdij van Grandchamp in Frankrijk

François Arnaud (Aubignan, 27 juli 1721 – Parijs, 2 december 1784) was een Frans priester, journalist en lid van de Académie française. Hij was titulair abt van Grandchamp vanaf 1765.

## Historiek
Arnaud werd geboren in Aubignan, een plaats in het pauselijk graafschap Comtat Venaissin. De familie verhuisde naar de hoofdplaats van het graafschap, Carpentras. Vader Arnaud werkte als musicus voor de bisschoppen van Carpentras, die afkomstig waren uit Italië. Arnaud leerde er begrippen van muziek. Hij interesseerde zich voor talen, in het bijzonder Oudgrieks. Dit leerde hij aan het Jezuïetencollege van Carpentras en in het kleinseminarie van Viviers, in het koninkrijk Frankrijk. Hij koos voor het priesterschap omwille van de mogelijkheid om literair-journalistiek actief te zijn. Eenmaal priester gewijd keerde hij terug naar Carpentras, waar hij bibliothecaris van de bisschop werd.
In 1753 installeerde Arnaud zich in Parijs. Hij was berooid en had geen werk. Via de journalist Jean-Baptiste Suard verkreeg Arnaud de post van bibliothecaris van hertog Lodewijk VII van Württemberg. Door een klein essay te publiceren, Lettre sur la musique (1754), kreeg hij faam in de literaire kringen van Parijs. Hij werkte vervolgens als journalist voor de krant Journal étranger. Tevens werd hij voorlezer in de bibliotheek van de jonge graaf van Provence, de latere koning Louis XVIII. Van de Orde van Sint-Lazarus van Jeruzalem nam Arnaud de opdracht aan hun geschiedenis neer te pennen. Dit alles leverde hem een zetel op in de Académie des inscriptions et belles-lettres (1762), een vereniging van schrijvers.
Vanaf 1764 nam hij de leiding van een nieuw opgerichte krant, Gazette littéraire de l’Europe. Dit tijdschrift genoot de bescherming van de hertog van Praslin. Twee jaar later, in 1766, werd hij hoofdredacteur van de Gazette de France, tot de hertog van Aiguillon de journalisten buitensmeet in 1771. De royale inkomsten van de Gazette de France vielen weg. Zijn enig inkomen was deze van titulair abt van de norbertijnenabdij van Grandchamp, gelegen in het bisdom Chartres. De abdij bezorgde hem een jaarlijkse prebende van 2.600 pond. Zijn vrienden bezorgden Arnaud een zetel in de prestigieuze Académie française, waar hij een lezing gaf over het verschil tussen de Franse taal en buitenlandse talen (1771). Ondertussen kreeg hij een schadevergoeding uitbetaald omwille van zijn ontslag bij de Gazette de France.
Vanaf 1777 was hij opnieuw werkzaam als bezoldigd journalist: hij ging aan de slag bij de Journal de Paris.
Arnaud frequenteerde de literaire salons van Parijs. Zijn talenkennis bracht hem in contact met buitenlandse ambassadeurs in Parijs.
In 1774 geraakte priester-journalist Arnaud betrokken in een zware rel rond Gluck, de componist die op uitnodiging van koningin Marie-Antoinette in Parijs verbleef. Gluck, een Beier, werd aangevallen door aanhangers van de Franse en Italiaanse muziek zoals Rameau en Piccinni. Arnaud schreef artikels om Gluck te verdedigen, zodat hij de bijnaam kreeg de apostel Paulus van Gluck. Jean-Baptiste Suard steunde openlijk Arnaud. De polemiek was heftig in Parijse kringen en aan het koninklijk hof. Voor- en tegenstanders bekritiseerden elkaar spottend in de pers. De polemiek eindigde pas 5 jaar later, in 1779.
In 1784 stierf Arnaud in Parijs. Naast zijn journalistieke stukken liet hij een 20-tal essays na.
- Bibliothèque nationale de France: cb12197783m (data)
- Catàleg d'autoritats de noms i títols de Catalunya: 981058525986906706
- Gemeinsame Normdatei: 138053243
- International Standard Name Identifier: 0000 0000 6299 462X
- Library of Congress Control Number: n86829801
- Nationale Bibliotheek van Israël: 987007271394905171
- Nationale Bibliotheek van Polen: a0000001737241
- Nederlandse Thesaurus van Auteursnamen: 160431417
- Istituto Centrale per il Catalogo Unico: MODV129839
- SNAC: w6np2h2g
- Système universitaire de documentation: 030594065
- Trove: 1147981
- Virtual International Authority File: 66513672
- WorldCat: E39PBJdRv7vKvVtDrtx8y7MgKd